# Fazenda Mulungu Vermelho
A Fazenda Mulungu Vermelho é uma propriedade rural fundada no século XIX localizada no Vale do Paraíba, na cidade de Vassouras, no interior do Rio de Janeiro. Seu nome vem grande quantidade de árvores Mulungu vermelho presentes no local.

## História
A Fazenda Mulungu Vermelho que anteriormente se chamava Fazenda São Francisco foi doada através de sesmaria para o Capitão Antônio Luiz dos Santos e sua mulher Dona Luíza Angélica. A construção da residência chamada de Solar de São Francisco remota ao ano 1831, durante esse período suas atividades eram voltada para a produção do café possuindo cerca de 280.000 cafeeiros.
Após o Falecimento do Capitão Antônio Luiz dos Santos em 1825, seu filho Francisco Luiz herdou as terras, sendo beneficiado pela abertura da Estrada do Comércio em 1816, que possibilitou enorme eficiência na hora de transportar o café para o litoral fluminense. Era também pela mesma estrada que chegavam produtos oriundos da Europa e do Rio de Janeiro para as famílias mais abastadas do Vale do Paraíba.
Atualmente a Fazenda Mulungu Vermelho está aberta para visitação e também oferece diversas opções de lazer, incluindo um show do Festival do Vale do Café onde ocorrem apresentações musicais.